# Anthalma latifasciata
Anthalma latifasciata là một loài bướm đêm trong họ Geometridae.